# Klaus Kübler (Politiker)
Klaus Kübler (* 21. April 1936 in Stettin; † 7. Dezember 2007 in Heidelberg) war ein deutscher Politiker (SPD) und Mitglied des Deutschen Bundestages.
Kübler studierte in den Jahren 1955 bis 1959 Rechtswissenschaften an der Universität Tübingen und erreichte 1959 sein erstes juristisches Staatsexamen. Sein zweites juristisches Staatsexamen erreichte er im Jahr 1965, zudem wurde er zum Dr. jur. promoviert.
Von 1965 bis 1966 war Kübler Wissenschaftlicher Assistent und dann bis 1970 Referent des Rektors der Ruhr-Universität Bochum. Anschließend war er bis 1977 Kanzler der Universität Heidelberg und bis 1980 Vizepräsident des Bundesgesundheitsamtes in Berlin.
Im Alter von 36 Jahren trat Kübler der SPD bei. Bereits acht Jahre später (1980) zog er als Direktkandidat für den Wahlkreis Bergstraße in den Deutschen Bundestag ein und war dort – unterbrochen durch eine zweijährige Pause 1987 bis 1989 – bis 1992 tätig. Zwischenzeitlich war er Unterabteilungsleiter für das Bundesministerium für Jugend, Familie, Frauen und Gesundheit in Bonn.
Seit 1996 war er selbstständiger Rechtsanwalt und Lehrbeauftragter am Südasien-Institut an der Universität Heidelberg. Als Anwalt vertrat er unter anderem Donald Klein, für dessen Freilassung aus iranischer Haft er sich einsetzte.